# 下米特羅波利亞
43°28′N 24°32′E / 43.467°N 24.533°E
下米特羅波利亞是保加利亞北部普列文州下米特羅波利亞市鎮的城鎮及行政中心，距離州府普列文10公里，面積31.82平方公里，海拔高度48米，受大陸性氣候影響，2010年人口3,557，居民主要信奉東正教。